# Wigbert Grabert
Wigbert Grabert (* 18. Februar 1941) ist ein deutscher rechtsextremer Verleger, ehemaliger Inhaber des Grabert-Verlags, jetzt Hohenrain-Verlag.

## Leben
An der Universität Tübingen studierte Wigbert Grabert Betriebs- und Volkswirtschaftslehre.
Grabert führt seit 1972 den von seinem Vater Herbert Grabert gegründeten Grabert-Verlag. 1978 übernahm er diesen nach dem Tod seines Vaters. Grabert ist unter anderem Mitglied des Witikobundes. Anfang 2013 übertrug er die Leitung des Verlages seinem Sohn Bernhard Grabert.
Er gehörte 1980 wie seine Frau Marielouise Grabert-Innocenti zu den Mitgründern des von Pierre Krebs geleiteten Thule-Seminars, verließ dieses aber 1983 wieder.
Grabert hat als einer von drei Gesellschaftern 1984 den Hohenrain-Verlag (Tübingen, Zürich, Paris), der sich durch ein ähnliches Autorenspektrum wie der Grabert-Verlag auszeichnet, als Tochtergesellschaft mitgegründet. Seither wurde er nach Einschätzung des Historikers und Rechtsextremismusexperten Gideon Botsch „zum wichtigsten Verleger von Schriften, die die nationalsozialistischen Verbrechen verharmlosten, relativierten oder leugneten“.
Er war Herausgeber der Zeitschriften Deutschland in Geschichte und Gegenwart, die ebenfalls von seinem Vater Herbert Grabert begründet wurde, und des Euro-Kuriers.
Weiter gab die Reihe Veröffentlichungen des Instituts für deutsche Nachkriegsgeschichte, 31 Bände, und die Reihe Veröffentlichung aus Hochschule, Wissenschaft und Forschung, 22 Bände, sowie die Reihe Kulturkreis 2000, 12 Bände, heraus.
Grabert wurde Anfang März 2013 vom Amtsgericht Tübingen wegen Volksverhetzung zu elf Monaten Freiheitsstrafe, die zur Bewährung ausgesetzt wurde und zur Zahlung von 5000 Euro für den Förderverein krebskranker Kinder verurteilt, weil er ein Buch des rechtsextremen Publizisten Helmut Schröcke verlegt hat, in dem die Ermordung von 33.000 Juden bei Babyn Jar 1941 geleugnet wird. Am 29. August 2014 wurde Grabert in dem Berufungsverfahren, in dem er von Thor von Waldstein verteidigt wurde, freigesprochen, da das Gericht keinen Vorsatz Graberts erkennen konnte, Schriften mit volksverhetzendem Inhalt zu verbreiten. Zudem komme in dem „tendenziösen Buch“ Schröckes nichts vor, „was strafrechtlich relevant sein könnte“.